# 異文化
異文化（いぶんか、英: Different culture）とは、ある人が所属する文化と異になる文化をさす。

## 定義
～価値観や言語、習慣や行動様式など、自分が親しんでいる文化とは規範・営みの異なる文化～
どこまでを『異なる』とするかについては、宗教の相違、風俗の相違、人種の相違などで見られることが多い。
しかし、民族の単位で見たり、地域の単位、果ては家族の単位で見るため、一概に言えない。
根本的な概念は同一であるものの、概ね「外国文化」の同義語としてのマクロ的な視点と、「同一コミュニティ内」においての属性や習慣による価値観の違いを示すミクロ的視点に大別される。
マクロ的視点での「異文化の考察」は、グローバル化する世界において、政治・経済と共に、国際関係論を構成する主要な3要素の一つである。経団連会長は、企業で働く優秀な人材に必要な能力として基礎レベルの「語学力」「異文化理解力」「数理的能力」を併せ持っていることを挙げている。

## 異文化体験
1. 前述の通り「異文化体験」は、移住や海外旅行などの海外体験や、多民族国家などのマクロレベルで発生するのみならず、単一民族国家や同一コミュニティ内などのミクロレベルでも発生する。同一コミュニティ内で、性差や世代などに基づいて、さらに細かいコミュニティに分けることができ、それぞれに固有の文化が存在する。
2. 性差、HSP（高度感覚処理能力者）・エンパス（同調能力者）

　性差は異なった文化を持ちつつ、同一コミュニティ内に存在する代表的な構成体である。
社会的に後天的に求められる役割以前に、男女は先天的に脳に差が存在し、多くの男性は「男性脳」、女性は「女性脳」を有する。「何を気持ち良いと感じるか」など、感覚レベルでの違いを産み、それに基づき、それぞれ独自の文化を形成している。
違いは、主に「シナプスの回路機能」と「生殖ホルモンによる信号」に由来し、「シナプスの回路機能」はコミュニケーション・記憶・感情などの「認知機能」に関わり、「生殖ホルモンによる信号」は、「生存本能に基づいた行動パターン」に影響を及ぼす。
　「LGBT」と呼ばれる人たちは、 男性脳とも女性脳とも異なる独自の脳機能を持つ。例えば、ゲイの場合は「シナプスの回路機能」は女性型（一般的な女性よりも更に「女性脳」の傾向が強いとする説も有り）、「生殖ホルモンによる信号」は男性型である。それに基づき、LGBT固有の文化を持つのに反し、「男性・女性」の枠組みで役割を要求され、「男性・女性」の文化の中で生きることを求められることが多く、「自らが生まれ育った文化」にいながら、自己認識やアイデンティティの問いかけなど「高度な異文化体験」をしているといえる。希少な認知機能や文化的素養を持ち、「優良人材の宝庫」ともされる一方、人種・民族などに関する問題と同様、マイノリティである故に、理不尽な差別・迫害・不理解に晒されている存在である。
　類似した環境下で生きているケースとしてHSPも挙げられる。

## 研究・学問分野として
「異文化学」という直接的な学問は存在しないが、前述の通り「自分が親しんでいる文化とは規範・営みの異なる文化」を学ぶこと、研究することが「異文化学習」「異文化研究」となるため、「文化」や「社会」を考察する様々な学問分野から「異文化研究」へのアプローチが可能である。
非常に広範な関連学問分野、学際的観点から行われる。
また、「自己が所属する文化」と「それとは異なる文化」という2つ以上の比較対象となる文化が存在することで、発生する概念であり「比較文化」と同義に扱われることがある。
異文化研究に特化した学問分野として、異文化間コミュニケーション論（Cross-cultural communication）があり、異なる文化的背景をもつ人同士がどのようにコミュニケーションをとるか、という観点から研究を行う （→詳細は「異文化コミュニケーション」を参照）。
- 関連する学問分野

・地域研究・カルチュラル・スタディーズ・文化人類学・文化社会学・都市社会学・人文地理学・社会心理学・社会言語学 など
- 研究対象

・多様性・マイノリティ・カルチャーショック・ディアスポラ・移民難民 など
・ミーム・LGBTの文化・異世代・若者文化・サブカルチャー・少女文化　など